# Stretton under Fosse
Stretton under Fosse är en ort och civil parish i Storbritannien.   Den ligger i grevskapet Warwickshire och riksdelen England, i den södra delen av landet, 130 km nordväst om huvudstaden London. Stretton under Fosse ligger 109 meter över havet och antalet invånare är 185.
Terrängen runt Stretton under Fosse är platt. Runt Stretton under Fosse är det ganska tätbefolkat, med 207 invånare per kvadratkilometer. Närmaste större samhälle är Coventry, 12,1 km väster om Stretton under Fosse. Runt Stretton under Fosse är det i huvudsak tätbebyggt.